# Relapse (Album)
Relapse (englisch für „Rückfall“) ist das sechste Soloalbum des US-amerikanischen Rappers Eminem. Es wurde am 15. Mai 2009 über die Labels Shady Records, Aftermath Entertainment und Interscope Records veröffentlicht.

## Vorgeschichte und Entstehung
Relapse ist Eminems erstes Studioalbum seit 2004, da der Rapper aufgrund seiner Tablettenabhängigkeit und einer Schreibblockade eine Auszeit genommen hatte. Während dieser fünfjährigen Auszeit war Eminem zwar als Produzent und Gastrapper, jedoch nicht als Solokünstler in Erscheinung getreten. Außerdem hatte Marshall Mathers mit persönlichen Problemen zu kämpfen, so wurde er 2006 geschieden und musste kurz darauf vom Tod eines seiner besten Freunde, Proof, erfahren. Der Rapper wurde daraufhin laut eigenen Aussagen erneut abhängig von Schmerzmitteln – eine frühere Entziehungskur war nicht erfolgreich gewesen.
Seit Mitte 2007 kursierten, aufgrund von Aussagen anderer Rapper seines Labels Shady Records, Gerüchte über ein neues Eminem-Album. Jeff Bass arbeitete mit Eminem an mehr als 25 Titeln, von denen aber schlussendlich keiner seinen Weg auf die Platte fand. In dieser Periode litt der Rapper noch an einer Schreibblockade, weshalb Bass sich zu einer ungewöhnlichen Aufnahmetechnik entschied: Er ließ Eminem einfach improvisieren (Freestyle) beziehungsweise immer nur eine Zeile auf einmal schreiben.
Im Dezember 2007 kam der Rapper wegen einer Überdosis ins Krankenhaus und begann eine Entziehungskur. Laut eigener Aussage ist Eminem seit dem 20. April 2008 clean. Gleichzeitig mit seiner Tablettenabhängigkeit überwand der Rapper auch seine Schreibblockade. Der einzige Song des Albums, der noch aus der Zeit stammt, als er in Reha war, ist Beautiful.
Ab September 2008 nahmen Eminem und Dr. Dre neue Songs in Florida auf und stellten das Album innerhalb der nächsten Monate fertig.

## Albumpräsentation
Am 18. Mai, dem Erscheinungstag von Relapse in den USA, gab Eminem zusammen mit Kon Artis vor etwas mehr als 2000 Fans ein 35-minütiges Konzert im MotorCity Casino in Detroit, auf dem er erste Stücke des neuen Albums live darbot. Es war sein erster Auftritt seit mehr als drei Jahren. Außerdem trat Eminem live am 31. Mai bei den MTV Movie Awards 2009 mit den Songs We Made You und Crack a Bottle auf.

## Inhalt
Hauptthemen des Albums sind Eminems überwundene Tablettenabhängigkeit und seine Entzugstherapie. Außerdem befasst er sich mit Taten von Serienmördern, wobei der Rapper zum Horrorcore-Stil seiner ersten beiden kommerziell erfolgreichen Alben zurückkehrt und auch sein Alter Ego Slim Shady wieder verwendet.
Das Album beginnt mit dem Skit Dr. West, in dem Dominic West einen Suchtberater spricht, der Eminem dazu rät, weiterhin zu trinken und sich nicht um sein Zwölf-Stufen-Programm zu scheren. Als Marshall meint, er wisse, wohin ihn das führen würde, holt der Arzt Tabletten hervor und schüttelt sie. Daraufhin setzt eine verzerrte Stimme ein, die Slim Shady personifizieren soll, und erklärt dem Rapper, dass er ihn nicht verlassen könne und sie immer zusammenbleiben würden. Am Ende des Skits stellt sich das Ganze als Traum heraus, was auf When I’m Gone (der Song, in dem Marshall Mathers Slim Shady 2005 erschoss) verweist. Der zweite Song des Albums, 3 a.m., setzt direkt am Ende des Skits an und stellt Eminem als Serienmörder, der seine Taten nachts begeht, dar. Seine gewalttätigen Fantasien setzen sich in Same Song & Dance mit der Entführung und Ermordung von Lindsay Lohan und Britney Spears sowie in Stay Wide Awake fort. Der Upbeat-Rhythmus von Same Song & Dance soll Konsumenten dazu bringen, zu dem Lied zu tanzen, ohne zu bemerken, worum es in dem Stück geht.
Wie so oft wird Eminems Familie und Vergangenheit thematisiert, so sucht er den Grund für seine Drogenabhängigkeit im Rauschmittelkonsum seiner Mutter (My Mom) und stellt sich als Opfer von Kindesmissbrauch dar (Insane). Letzterer Song soll die Hörer anwidern und „zum Kotzen bringen“, wie Eminem in einem Interview sagte. Die Idee dazu sei ihm nach dem Schreiben der ersten Zeile („I was born with a dick in my brain/Yeah, fucked in the head“) gekommen.
Des Weiteren stellt sich Slim Shady auf Hello und Crack a Bottle nach Jahren der Abwesenheit erneut vor und holt in We Made You als typische erste Single wieder einmal zum ironischen Rundumschlag gegen diverse Prominente aus, wogegen er sich in Medicine Ball auf den bereits verstorbenen Schauspieler Christopher Reeve spezialisiert oder sich auf seine angebliche Ex-Freundin Mariah Carey einschießt (Bagpipes from Baghdad). Eminem merkte an, dass dieses „Celebrity-Bashing“ keine persönlichen Attacken sein sollen, sondern dass er vielmehr prominente Namen verwendete, die sich auf bestimmte Wörter reimten. Christopher Reeves habe er unter anderem gewählt, da der Hörer zunächst über den Song lachen und sich danach dafür schämen solle.
Old Time’s Sake ist ein Duett zwischen Eminem und Dr. Dre, das die lange Zusammenarbeit der beiden zum Thema hat.
In fast all diesen Songs rappt Eminem mit einem bestimmten Akzent, der von vielen Fans als störend empfunden wurde.
Gegen Ende des Albums werden die Songs persönlicher, Eminem rappt nun auch ohne Akzent. In Must Be the Ganja spricht der Rapper darüber, dass er nun süchtig nach der Studioarbeit ist und diese seinen früheren Drogenkonsum ersetzt, während Déjà Vu von seiner Überdosis im Jahr 2007 handelt. Beautiful, die einzige Ballade des Albums, bezieht sich ebenfalls auf diesen Zeitraum, als Eminem am Tiefpunkt war und fast die Hoffnung in die Zukunft verlor, jedoch schlussendlich auch dieses Tal durchschritt. Der letzte Song Underground bezieht sich auf die Zeit vor Eminems Bekanntwerden und dass er sich damals keine Sorgen um seine expliziten Texte machen musste. In den Bonus-Tracks setzt sich Eminem mit seinem Alter Ego Slim Shady (My Darling) bzw. mit seinen Kritikern (Careful What You Wish For) auseinander.
Wie sämtliche vorhergehende Alben enthält auch Relapse Skits mit Paul Rosenberg und der offen schwulen Figur Ken Kaniff.

## Produktion und Samples
Das Album wurde fast ausschließlich von Dr. Dre als ausführendem Produzent produziert. Er schuf die Beats zu 3 a.m., My Mom, Insane, Stay Wide Awake, Déjà Vu, Crack a Bottle und Underground. Bei der Produktion von Hello, Medicine Ball, Old Time’s Sake und Must Be the Ganja arbeitete er mit Mark Batson zusammen. Außerdem arbeitete Dr. Dre mit Trevor Lawrence, Jr. (Bagpipes from Baghdad) und Dawaun Parker (Same Song & Dance), sowie Eminem und Doc Ish (We Made You) zusammen. Lediglich Beautiful (mit Hilfe von Jeff Bass als Co-Produzent) und die Bonus-Tracks My Darling und Careful What You Wish For produzierte Eminem. Die Skits Dr. West, Tonya und Mr. Mathers produzierten Dr. Dre und Eminem gemeinsam.
Vier Titel des Albums enthalten Samples von Liedern anderer Künstler. So sind bei Insane Elemente von Jock Box von The Skinny Boys zu hören. We Made You enthält ein Sample von Hot Summer Nights von Walter Egan. Beautiful sampelt den Song Reaching Out von Queen + Paul Rodgers und bei Crack a Bottle sind Elemente von Mais Dans Ma Lumière von Mike Brant enthalten.

## Covergestaltung
Das Albumcover zeigt Eminems Gesicht, welches aus diversen weißen Tabletten und Pillen in verschiedenen Rot-Tönen zusammengesetzt ist. Der Hintergrund ist schwarz. Am linken unteren Bildrand stehen, in der Art einer Medikamentenbeschreibung, Titel und Interpret des Albums.

## Gastbeiträge
Auf lediglich drei Liedern des Albums sind Gastparts anderer Künstler zu finden. Die unbekannte Sängerin Charmagne Tripp singt den Refrain von We Made You. Eminems Produzent und Mentor Dr. Dre ist sowohl auf Old Time’s Sake als auch auf Crack a Bottle zu hören. Der bei Shady Records unter Vertrag stehende Rapper 50 Cent steuerte ebenfalls zu Crack a Bottle einen Gastbeitrag bei. In verschiedenen Skits sind Dominic West, Eminems Manager Paul Rosenberg, Elizabeth Keener, Matthew St. Patrick, Steve Berman und Angela Yee zu hören.

## Titelliste
| #  | Titel                 | Gastbeiträge                             | Produzent                        | Länge |
| -- | --------------------- | ---------------------------------------- | -------------------------------- | ----- |
| 1  | Dr. West (Intro)      | Dominic West                             | Dr. Dre und Eminem               | 1:29  |
| 2  | 3 a.m.                |                                          | Dr. Dre                          | 5:20  |
| 3  | My Mom                |                                          | Dr. Dre                          | 5:20  |
| 4  | Insane                |                                          | Dr. Dre                          | 3:01  |
| 5  | Bagpipes from Baghdad |                                          | Dr. Dre und Trevor Lawrence, Jr. | 4:43  |
| 6  | Hello                 |                                          | Dr. Dre und Mark Batson          | 4:08  |
| 7  | Tonya (Skit)          | Elizabeth Keener                         | Dr. Dre und Eminem               | 0:42  |
| 8  | Same Song & Dance     |                                          | Dr. Dre und Dawaun Parker        | 4:06  |
| 9  | We Made You           | Charmagne Tripp                          | Dr. Dre, Eminem und Doc Ish      | 4:29  |
| 10 | Medicine Ball         |                                          | Dr. Dre und Mark Batson          | 3:57  |
| 11 | Paul (Skit)           | Paul Rosenberg                           |                                  | 0:19  |
| 12 | Stay Wide Awake       |                                          | Dr. Dre                          | 5:20  |
| 13 | Old Time’s Sake       | Dr. Dre                                  | Dr. Dre und Mark Batson          | 4:38  |
| 14 | Must Be the Ganja     |                                          | Dr. Dre und Mark Batson          | 4:02  |
| 15 | Mr. Mathers (Skit)    | Elizabeth Keener und Matthew St. Patrick | Dr. Dre und Eminem               | 0:42  |
| 16 | Déjà Vu               |                                          | Dr. Dre                          | 4:43  |
| 17 | Beautiful             |                                          | Eminem und Jeff Bass (Co)        | 6:32  |
| 18 | Crack a Bottle        | Dr. Dre und 50 Cent                      | Dr. Dre                          | 4:57  |
| 19 | Steve Berman (Skit)   | Steve Berman und Angela Yee              |                                  | 1:29  |
| 20 | Underground           |                                          | Dr. Dre                          | 6:11  |

Zusätzliche Bonus-Songs zum Download:
| # | Titel                     | Gastbeiträge | Produzent | Länge |
| - | ------------------------- | ------------ | --------- | ----- |
| 1 | My Darling                |              | Eminem    | 5:20  |
| 2 | Careful What You Wish For |              | Eminem    | 3:47  |

## Einzelne Lieder
3 a.m.
In diesem Stück werden die Taten und Gedanken eines Serienmörders beschrieben.
We Made You
Das Lied ist eine typische Singleauskopplung eines Eminem-Albums, die viel Ironie enthält und diverse Prominente verspottet. Sie hebt sich deutlich von den anderen Liedern ab, die inhaltlich viel düsterer gehalten sind.
Old Time’s Sake
Der Titel thematisiert die langjährige Zusammenarbeit zwischen Eminem und Dr. Dre sowie verschiedene Arten von Drogenkonsum.
Beautiful
Der Track ist die einzige Ballade auf dem Album. Eminem berichtet darüber, wie er aufgrund der Drogenabhängigkeit in eine Depression verfiel und fast den Glauben an die Zukunft verlor.
Crack a Bottle
Der Song ist das erste Stück, das nach Eminems Rappause veröffentlicht wurde. Er läutet sein Comeback ein und wird dabei von Dr. Dre und 50 Cent unterstützt.

## Rezeption

### Kritiken
Die Kritiken zu Relapse fielen durchschnittlich bis positiv aus. Die Seite Metacritic errechnete aus 27 Kritiken englischsprachiger Medien einen Schnitt von 59 %.
- Bei laut.de erhielt das Album drei von möglichen fünf Punkten. Das Comeback des Rappers wird als gewohnt stark, aber ohne neue Ideen beschrieben:

„Rückfall – Slim Shady ist wieder der Alte. […] Auf der textlichen Ebene nagelt Shady seine lyrische Eigentherapie gewohnt lakonisch – sie speist sich aus den persönlichen Erfahrungen, Abgründen, Meinungen und Tragödien Marshall Mathers. Die sind bekanntermaßen reichlich vorhanden, begründen aber auch seinen Ruhm. ‚Mittelmäßig. Die Platte klingt bestenfalls, als sei sie 2001 geschrieben worden‘, findet das Mariah Careys angepisster Ehemann Nick Cannon. Man mag ihm beipflichten. Doch Cannon vergisst, dass ein gut zubereitetes Kopfnicksteak den Magen eben besser füllt als die neueste exotische Beatkreation'“

- Die Internetseite Rap.de bescheinigt Eminem ein gelungenes Comeback und vergab fünf von fünf Sternen:

„Das neue Eminem Album ist großartig. Alles da. Das Gespür für die richtigen Hooks, die Technik, die aberwitzigen Wortspielereien, die Melodien und nicht zuletzt die Beats von einem Dr. Dre Produktionsteam in Höchstform. […] Auch wenn es vielleicht die ewige Fortsetzung der Eminem Show ist und Relapse Hip Hop nicht so demontiert und neu erfindet, wie es damals The Slim Shady LP getan hat, so ist Relapse definitiv das bisherige Highlight in diesem Hip Hop Jahr.“

- Jens-Christian Rabe schrieb in der Süddeutschen Zeitung:
 „»Relapse« mag es zwar etwas an genuiner musikalischer Innovationskraft mangeln, es bleibt dennoch ein außergewöhnlich gutes Pop-Album. […] Unbestritten im Mittelpunkt steht einmal mehr der fintenreiche Geschichtenerzähler Eminem […]“.[41]
- Die Musikzeitschrift Rolling Stone bezeichnet das Album als:
 „schmerzhafte, ehrliche und menschliche Platte“ und zog den Vergleich zu The Eminem Show.[42]

### Preise
Bei den Grammy Awards 2010 erhielt Eminem den Preis für das beste Album des Jahres in der Kategorie Rap und für die beste Darbietung eines Duos oder einer Gruppe in der Kategorie Rap für den Song Crack a Bottle.

## Kommerzieller Erfolg

### Chartplatzierungen und Singles

Cover der Single
Crack a Bottle

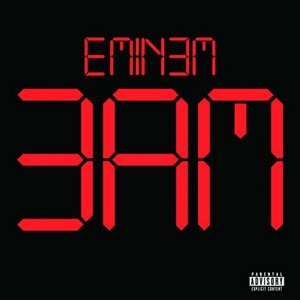
Cover der Single 3 a.m.

Relapse stieg in der 23. Kalenderwoche des Jahres 2009 auf Platz 2 in die deutschen Albumcharts ein und fiel in den folgenden Wochen auf die Positionen 5; 7 und 14. Insgesamt hielt sich das Album 20 Wochen (inklusive Relapse: Refill) in den Top 100, davon drei Wochen in den Top 10. In vielen anderen Ländern konnte das Album dagegen die Spitze der Charts erreichen, darunter die USA, Großbritannien, Japan, Kanada, Frankreich, Norwegen, Dänemark, Irland, Polen, Australien und Neuseeland. In Österreich und der Schweiz reichte es wie in Deutschland zu Rang 2. Position 3 belegte Relapse unter anderem in Russland, den Niederlanden und Schweden. Am längsten hielt sich das Album mit 90 Wochen in den US-Charts, die allerdings 200 Plätze umfassen.
| ChartsChartplatzierungen       | Höchstplatzierung | Wochen |
| ------------------------------ | ----------------- | ------ |
| Deutschland (GfK)              | 2 (20 Wo.)        | 20     |
| Österreich (Ö3)                | 2 (17 Wo.)        | 17     |
| Schweiz (IFPI)                 | 2 (24 Wo.)        | 24     |
| Vereinigte Staaten (Billboard) | 1 (90 Wo.)        | 90     |
| Vereinigtes Königreich (OCC)   | 1 (28 Wo.)        | 28     |

| ChartsJahrescharts (2009)      | Platzierung |
| ------------------------------ | ----------- |
| Deutschland (GfK)              | 61          |
| Österreich (Ö3)                | 50          |
| Schweiz (IFPI)                 | 27          |
| Vereinigte Staaten (Billboard) | 9           |
| Vereinigtes Königreich (OCC)   | 30          |

| ChartsJahrescharts (2010)      | Platzierung |
| ------------------------------ | ----------- |
| Vereinigte Staaten (Billboard) | 43          |

Aus dem Album wurden fünf Lieder ausgekoppelt. Die erste Single Crack a Bottle, erschien, nachdem sie unbeabsichtigt ins Internet gelangte, bereits Anfang Februar 2009 zum Download und stieg bis an die Spitze der US-Charts, wogegen sie sich nicht in den deutschen Top 100 platzieren konnte. Zu diesem Zeitpunkt war allerdings noch nicht klar, ob der Song auf dem Album enthalten sein würde. Die erste physische Single We Made You wurde gut einen Monat vor Relapse veröffentlicht, stieg in den deutschen Charts bis auf Rang 9 und hielt sich zehn Wochen in den Top 100. Die beiden folgenden Auskopplungen 3 a.m. und Old Time’s Sake erschienen lediglich zum Download und konnten nicht in Deutschland charten. Die letzte Single Beautiful erschien wiederum als CD, stieg in Deutschland bis auf Position 39 und konnte sich fünf Wochen in den Top 100 halten. Außerdem stieg der Song Insane, obwohl er nicht als Single veröffentlicht wurde, aufgrund von Downloadzahlen, für eine Woche auf Platz 85 in die US-Charts ein.

### Auszeichnungen für Musikverkäufe
Relapse verkaufte sich innerhalb der ersten Woche 608.000 Mal in den USA und es wurde schließlich für über drei Millionen Verkäufe mit Dreifach-Platin ausgezeichnet. In Deutschland erhielt das Album aufgrund von mehr als 100.000 Verkäufen (nach Veröffentlichung von Relapse: Refill) eine Goldene Schallplatte. Die weltweiten Verkaufszahlen belaufen sich auf über 9,1 Millionen Einheiten.
| Land/Region                  | Auszeichnungen für Musikverkäufe (Land/Region, Auszeichnung, Verkäufe) | Verkäufe  |
| ---------------------------- | ---------------------------------------------------------------------- | --------- |
| Australien (ARIA)            | 2× Platin                                                              | 140.000   |
| Belgien (BRMA)               | Gold                                                                   | 15.000    |
| Dänemark (IFPI)              | Gold                                                                   | 10.000    |
| Deutschland (BVMI)           | Gold                                                                   | 100.000   |
| Frankreich (SNEP)            | Gold                                                                   | 50.000    |
| Golf-Kooperationsrat (IFPI)  | Gold                                                                   | 3.000     |
| Irland (IRMA)                | 2× Platin                                                              | 30.000    |
| Italien (FIMI)               | Gold                                                                   | 30.000    |
| Japan (RIAJ)                 | Gold                                                                   | 100.000   |
| Neuseeland (RMNZ)            | 3× Platin                                                              | 45.000    |
| Österreich (IFPI)            | Gold                                                                   | 10.000    |
| Russland (NFPF)              | Gold                                                                   | 10.000    |
| Schweiz (IFPI)               | Platin                                                                 | 30.000    |
| Vereinigte Staaten (RIAA)    | 3× Platin                                                              | 3.000.000 |
| Vereinigtes Königreich (BPI) | 2× Platin                                                              | 600.000   |
| Insgesamt                    | 9× Gold · 13× Platin ·                                                 | 4.173.000 |

Hauptartikel: Eminem/Auszeichnungen für Musikverkäufe

## Relapse: Refill
Am 21. Dezember 2009 erschien die Re-Release-Version von Relapse, welche neben den zwanzig Titeln der Standard-Version sieben neue Lieder enthält.

### Inhalt
In der Kollaboration Forever mit Drake, Kanye West und Lil Wayne bekunden die vier ihre Liebe zum Rap, indem sie sagen, dass sie den Shit für immer machen wollen. Im Duett Hell Breaks Loose rappen Eminem und Dr. Dre über ihre Zusammenarbeit, während Elevator von Eminems raschem Aufstieg, mit dem er niemals gerechnet hätte, handelt. Taking My Ball und Drop the Bomb on ’Em sind voller Übertreibungen und Metaphern. Buffalo Bill und Music Box reihen sich in die gewaltverherrlichenden Songs mit dem Serienmörder-Thema ein.

### Produktion
Dr. Dre zeigt sich erneut für einen Großteil der Produktionen verantwortlich. Er produzierte die Beats zu Taking My Ball und Drop the Bomb on ’Em. Bei Hell Breaks Loose und Buffalo Bill arbeitete er mit Mark Batson zusammen, während bei Music Box Dawaun Parker an Dres Seite stand. Die Produktion von Forever geht auf das Konto des Kanadiers Boi-1da. Eminem selbst produzierte den Beat von Elevator. Samples wurden bei den Liedern nicht verwendet.

### Covergestaltung
Die Illustration zu Relapse: Refill sieht im Prinzip genauso aus wie von der ursprünglichen Version. Lediglich der Hintergrund ist weiß und die Beschreibung am linken unteren Bildrand ist durchgestrichen und wurde durch den Schriftzug Refill rechts daneben ersetzt.

### Gastbeiträge
Der Song Forever ist eine Kollaboration mit den bekannten Rappern Drake, Lil Wayne (beide bei Cash Money Records unter Vertrag) und Kanye West von Roc-a-Fella Records. Außerdem ist auf Hell Breaks Loose einmal mehr Eminems Entdecker Dr. Dre zu hören.

### Titelliste
Das Album enthält die Standard-CD sowie eine zweite CD, auf der sich die folgenden Tracks befinden:
| # | Titel                | Gastbeiträge                    | Produzent                 | Länge |
| - | -------------------- | ------------------------------- | ------------------------- | ----- |
| 1 | Forever              | Drake, Kanye West und Lil Wayne | Boi-1da                   | 5:57  |
| 2 | Hell Breaks Loose    | Dr. Dre                         | Dr. Dre und Mark Batson   | 4:04  |
| 3 | Buffalo Bill         |                                 | Dr. Dre und Mark Batson   | 3:56  |
| 4 | Elevator             |                                 | Eminem                    | 4:52  |
| 5 | Taking My Ball       |                                 | Dr. Dre                   | 5:02  |
| 6 | Music Box            |                                 | Dr. Dre und Dawaun Parker | 5:04  |
| 7 | Drop the Bomb on ’Em |                                 | Dr. Dre                   | 4:48  |

### Chartplatzierungen und Singles
Nach der Veröffentlichung von Relapse: Refill gelang Relapse (die Verkäufe beider Versionen wurden zusammen gezählt) Anfang 2010 für 5 Wochen ein Wiedereinstieg in die deutschen Top 100, wobei es bis auf Platz 66 stieg.
Als Single wurde bereits im September 2009 das Lied Forever vorab ausgekoppelt, das Platz 8 der US-Charts erreichte. Zu dieser Zeit war noch nicht klar, dass der Song auf Relapse: Refill enthalten sein würde. Außerdem wurden die Songs Elevator und Hell Breaks Loose eine Woche vor Erscheinen des Albums zum Download veröffentlicht. Beide Lieder konnten sich lediglich in den US-Charts platzieren. Des Weiteren stieg der Song Music Box, obwohl er nicht als Single veröffentlicht wurde, aufgrund von Downloads für eine Woche auf Platz 82 in die US-Charts ein.